# Youssoupha Mbengue
Pour les articles homonymes, voir Mbengue.
Youssoupha Mbengue est un footballeur sénégalais né le 15 février 1991 à Ngor. Il évolue au poste de milieu offensif au CA Bizertin.

## Carrière
- -2011 : Olympique de Ngor ( Sénégal)
- depuis 2011 : CA Bizertin ( Tunisie)[1]